# Castel Moos
Il Castel Moos (ted.: Schloss Moos) è un castello che sorge nella zona collinare dell'Oltradige, vicino ad Appiano sulla Strada del Vino (BZ). 

## Storia
È conosciuto anche come Residenza Moos-Schulthaus o, ancor più semplicemente, Schulthaus, dal nome della famiglia che lo possedette tra il XVII e il XIX secolo.
Più che un castello vero e proprio, si presenta come una dimora nobiliare.
La parte più antica è la torre di guardia, di età romanica, databile intorno al 1250. Nel 1328 è attestato il toponimo Moos quale "in plebe Epiani in loco ubi dicitur Mos", da cui prende nome la struttura. Di certo nel 1356 Enrico di Rottenburg fece ampliare la costruzione, che divenne palazzo di caccia. Poi fino al XVI secolo fu residenza della nobiltà locale.
In seguito passò spesso di mano, finché - attorno al 1650 - non divenne la residenza della famiglia Schulthaus, che vi rimase fino al 1850.
In tutto questo tempo non subì grandi modifiche, se si eccettuano due ampliamenti nel 1550 e nel 1650. Tuttavia tutte le famiglie vi lasciarono un proprio segno. Ne deriva una struttura irregolare, ricca di scale ed ambienti a livelli sfasati, eppure che riesce a conservare il cosiddetto stile d'Oltradige, caratterizzato da elementi tardo gotici sudtirolesi mescolati con lo stile rinascimentale portato dalle maestranze. La stube infatti risulta gotica, la cucina invece di epoca barocca.
Dopo gli Schulthaus, il castello passò ad una famiglia contadina, finché nel 1958 non fu acquistato da Walter Amonn. Durante i lavori di restauro furono riportati alla luce affreschi quattrocenteschi. Il castello fu poi affidato alle cure della Fondazione Walter Amonn (1984), che lo ha reso accessibile al pubblico.